# Blechnum arcuatum
Blechnum arcuatum es una especie de helecho de la familia Blechnaceae. Es originaria de Chile ranging from Río Ñuble (~36° S) in the north to Región de Aysén (~47° S) incluyendo áreas adyacentes de Argentina. Se encuentra desde el nivel del mar hasta los 1300 metros, asociada a cursos de agua y humedales.

## Taxonomía
Blechnum arcuatum fue descrita por J.Rémy & Fée y publicado en Mémoires sur les Familles des Fougères; Cinquieme Mémoire, Genera Filicum 3. 1850-52 (nomen); Gay, Fl. Chil. 6. 477. 1853. HB. 185. NPfl. 247. 1850
Sinonimia
- Blechnum acuminatum Sturm
- Blechnum acuminatum Fée
- Blechnum bibreae Mett.[2]